# Liste der Kulturgüter in Mézières FR
Die Liste der Kulturgüter in Mézières FR enthält alle Objekte in der Gemeinde Mézières im Kanton Freiburg, die gemäss der Haager Konvention zum Schutz von Kulturgut bei bewaffneten Konflikten, dem Bundesgesetz vom 20. Juni 2014 über den Schutz der Kulturgüter bei bewaffneten Konflikten sowie der Verordnung vom 29. Oktober 2014 über den Schutz der Kulturgüter bei bewaffneten Konflikten unter Schutz stehen.
Objekte der Kategorien A und B sind vollständig in der Liste enthalten, Objekte der Kategorie C fehlen zurzeit (Stand: 1. Januar 2024).

## Kulturgüter
| Foto |                                                                                       | Objekt | Kat. | Typ | Standort                                     | Beschreibung |
| ---- | ------------------------------------------------------------------------------------- | --- | ---- | --- | -------------------------------------------- | ------------ |
| ja   | Datei hochladen · Wikidata zu Schloss Diesbach-Torny (Q6950172)                       | Schloss Diesbach-Torny / Château de Diesbach-Torny KGS-Nr.: 02228                                              | A    | G   | Route de l’Église 12 560828 / 169927         |              |
| ja   | Datei hochladen · Wikidata zu Pfarrkirche Saint-Pierre-aux-Liens (Q29479208)          | Pfarrkirche Saint-Pierre-aux-Liens / Église paroissiale Saint-Pierre-aux-Liens KGS-Nr.: 02229                  | A    | G   | Route de l’Église 10 560809 / 169904         |              |
| ja   | Datei hochladen · Wikidata zu Ehemalige Pfarrkirche Notre-Dame-de-l'Epine (Q29696468) | Ehemalige Pfarrkirche Notre-Dame-de-l'Epine / Ancienne église paroissiale Notre-Dame-de-l’Épine KGS-Nr.: 01953 | B    | G   | Berlens, Route de l’Épine 19 562935 / 171471 |              |